# سلانیک
شهر سلانیک (رومانیایی: Slănic؛ تلفظ رومانیایی: [sləˈnik]) در شهرستان پرهوا در کشور رومانی واقع شده‌است. جمعیت این شهر ۷٬۲۴۹ نفر  است.